# Myostola
Myostola is een geslacht van spinnen uit de familie vogelspinnen (Theraphosidae).

## Soorten
De volgende soorten zijn bij het geslacht ingedeeld:
- Myostola occidentalis (Lucas, 1858)